# Carex basiantha
Espèce
Classification phylogénétique
Carex basiantha est une espèce de plantes du genre Carex et de la famille des Cyperaceae.